# Dresdner Männergesangverein
Der Dresdner Männergesangverein wurde 1876 von dem Dresdner Chorleiter und Komponisten Hugo Richard Jüngst gegründet. Der Protektor des Dresdner Männergesangvereins war König Friedrich August III. von Sachsen. Der Dresdner Männergesangverein war Mitglied im Julius-Otto-Bund zu Dresden und im Deutschen Sängerbund. Überdies war der gesamte Verein Ehrenmitglied der Teplitzer Liedertafel und des Sängervereins Tauwitz in Prag. Das Ende des Vereins fällt höchstwahrscheinlich mit den Bombenangriffen auf Dresden im Februar 1945 zusammen.

## Ehrenmitglieder (Stand 1913)
- Ehrenchormeister:
  - Hugo Richard Jüngst

- Ehrenvorsitzender:
  - Gustav Schreiber

- Ehrenmitglieder:
  - Gustav Otto Beutler
  - Heinrich Döring
  - Hugo Richard Jüngst
  - Eduard Kremser
  - Paul Mehnert
  - Karl Georg Levin von Metzsch-Reichenbach
  - Ernst von Schuch
  - Paul Büttner